# Aleksej Mišin (lottatore)
Aleksej Vladimirovič Mišin (in russo Алексей Владимирович Мишин?; 8 febbraio 1979) è un ex lottatore russo, specializzato nella lotta greco-romana. Campione olimpico ad Atene 2004 nella categoria dei pesi medi (84 kg).

## Biografia
È stato sposato la schermitrice Sof'ja Velikaja dal 2008 al 2017, con cui ha avuto due figli Oleg, nato il 30 novembre 2013, e Zoya.
Ha rappresentato la Russia ai Giochi olimpici estivi di Atene 2004, in cui ha vinto il torneo dei pesi medi superando lo svedese Ara Abrahamian in finale, e Pechino 2008, in cui fu eliminato ai quarti da Andrea Minguzzi, poi risultato vincitore della competizione.

## Palmarès
- Giochi olimpici

Atene 2004: oro negli 84 kg;
- Mondiali

Patrasso 2001: argento nei 76 kg.;
Budapest 2005: argento negli 84 kg.;
Canton 2006: bronzo negli 84 kg.;
Baku 2007: oro negli 84 kg.;
Mosca 2010 bronzo negli 84 kg.;
- Europei

Istanbul 2001: oro nei 76 kg.
Belgrado 2003: oro negli 84 kg.
Varna 2005: oro negli 84 kg.
Sofia 2007: oro negli 84 kg.
Vilnius 2009: oro negli 84 kg.
Baku 2010: argento negli 84 kg.
Tbilisi 2013: oro negli 84 kg.